# Carl Friedrich Ferdinand Suden
Carl Friedrich Ferdinand Suden (* 20. Dezember 1780 in Arolsen; † 14. September 1853 in Kassel) war ein deutscher Regierungsbeamter, zuletzt im Dienstrang eines Geheimen Staatsrats, sowie Diplomat des Großherzogtums Oldenburg.

## Leben
Suden wurde als Sohn des waldeckschen Bergrats Friedrich Wilhelm Suden (1748–1790) und der Friederike Polyxene Wilhelmine geb. Fiermann (1755–1830) geboren. Er besuchte das Gymnasium in Gotha und studierte von 1800 bis 1802 Rechtswissenschaften an der Universität Göttingen. Von 1802 bis 1805 rundete eine Tätigkeit beim Reichsgericht in Wien seine Ausbildung ab. Nach seiner Rückkehr wurde er zunächst Kabinettssekretär des Fürsten von Waldeck-Pyrmont Friedrich Karl August. Bereits während dieser Tätigkeit wurde er häufig mit diplomatischen Missionen und Verhandlungen betraut. Im Dezember 1814 wurde Suden kurzzeitig Geheimer Legationsrat im benachbarten Kurfürstentum Hessen und wechselte im folgenden Jahr schließlich in den Staatsdienst des Großherzogtums Oldenburg. Dort wurde er als Rat in der nach der Französischen Besetzung reorganisierten Regierungskanzlei, der obersten Verwaltungsbehörde des Landes, angestellt. Bereits in diesen Jahren trat Suden, beeinflusst durch die Reformideen Ideen des Freiherrn vom Stein, für eine vorsichtige Modernisierung des Staatswesens und die Einführung einer kommunalen Selbstverwaltung ein, scheiterte allerdings am Widerstand des Herzogs Peter und der konservativen Beamtenschaft.
Innerhalb der Regierung war Suden zunächst für äußere und innere Hoheitsangelegenheiten zuständig und erarbeitete sich wegen seines scharfen Verstandes, der guten Kenntnisse seiner Arbeitsgebiete und seiner Arbeitskraft den Ruf eines tüchtigen Beamten, der zunehmend auch Sonderaufgaben, wie etwa Verhandlungen mit Nachbarstaaten, übernahm. So vertrat er die oldenburgischen Interessen in den sich über Jahre hinziehenden Bentinckschen Erbfolgestreit über die Herrschaft Kniphausen. Weiterhin war er Delegierter des Großherzogtums in der Mindener Weserschifffahrtskommission, die 1823 die Weserschifffahrtsakte ausarbeitete, und führte ab 1828 die Verhandlungen über den Beitritt Oldenburgs zu dem kurzlebigen Mitteldeutschen Handelsverein. Bei Regierungsantritt Paul Friedrich Augusts 1829 wurde Suden im Zuge einer allgemeinen Beförderungswelle zum Regierungsvizepräsidenten ernannt und mit dem Titel Staatsrat ausgezeichnet.
Als reformbereiter Beamter nutzte Suden im Oktober 1830 die Ereignisse der Julirevolution von 1830, um im oldenburgischen Kabinett erneut für eine landständische Verfassung einzutreten, jedoch wiederum ohne Erfolg. Sein öffentliches Eintreten für politische Veränderungen hatte aber vermutlich im Gegenteil den konservativen Großherzog August I. veranlasst, Suden von den internen Verfassungsberatungen der folgenden Monate fernzuhalten. Als Fachmann für kommunale Fragen war Suden dann immerhin an den Vorbereitungen für eine neue, freie Selbstverwaltungsorganisation der Landgemeinden beteiligt, die 1831/32 in Kraft trat und als Vorstufe für eine künftige oldenburgische Landesverfassung galt.
Als sich Suden parallel auch noch mit einem Verfassungsentwurf für die Stadt Oldenburg beschäftigte, geriet er in heftigen Konflikt mit anderen konservativen Beamten unter der Führung des einflussreichen Regierungspräsidenten Christoph Friedrich Mentz. In diesem Streit unterlag Suden, der daraufhin im April 1831 vom Amt des Regierungsvizepräsidenten suspendiert und für Sonderaufgaben freigestellt wurde. Da der Konflikt aber weiterhin anhielt, resignierte er schließlich und bat um seine Entlassung, der der Großherzog am 20. Januar 1832 zustimmte. Suden ging nach Kassel, übernahm aber in der Folgezeit noch mehrfach Sonderaufgaben für die oldenburgische Regierung und wurde noch 1840 mit dem Titel eines Geheimen Staatsrats ausgezeichnet.

## Gesellschaftliches Leben
In Oldenburg hatte Suden schnell Anschluss an die literarisch führenden Kreise und wurde 1818 in die Literarische Gesellschaft aufgenommen. Im selben Jahr war er unter den Gründern der Oldenburgischen Landwirtschaftsgesellschaft, deren 2. Vorsitzender er bis 1830 blieb.

## Familie
Suden war seit 1818 verheiratet mit Louise Regine Christiane von Abel (1787–1853). Ihr Vater war der württembergische Staatsmann und spätere hanseatische Ministerresident in Paris Christoph Conradin von Abel (1750–1823).